# Acanthoscurria brocklehursti
Acanthoscurria brocklehursti là một loài nhện trong họ Theraphosidae.
Loài này thuộc chi Acanthoscurria. Acanthoscurria brocklehursti được Frederick Octavius Pickard-Cambridge miêu tả năm 1896.

## Hình ảnh

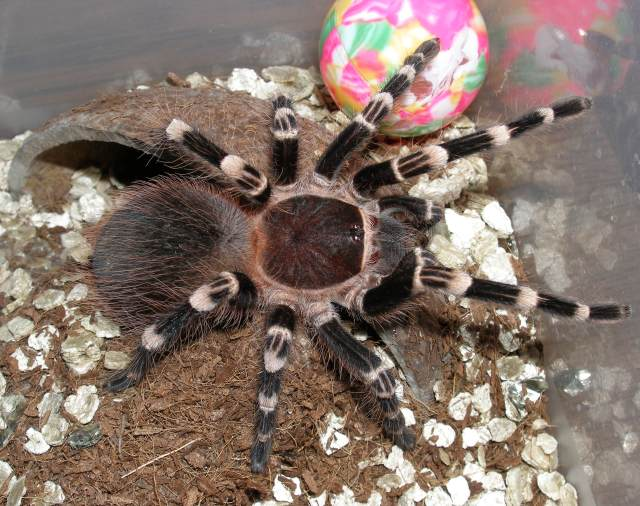